# Derolus
Derolus är ett släkte av skalbaggar. Derolus ingår i familjen långhorningar.

## Dottertaxa tillDerolus, i alfabetisk ordning[1]
- Derolus abyssinicus
- Derolus angustatus
- Derolus anteaureus
- Derolus anterufus
- Derolus arciferus
- Derolus argentesignatus
- Derolus argentifer
- Derolus arnoldi
- Derolus asiricus
- Derolus aureus
- Derolus basilewskyi
- Derolus blaisei
- Derolus brevicornis
- Derolus brunneipennis
- Derolus bulbicornis
- Derolus camerunensis
- Derolus cinctus
- Derolus coomani
- Derolus dilatatus
- Derolus discicollis
- Derolus duffyi
- Derolus femorellus
- Derolus flavipennis
- Derolus fulgens
- Derolus fulvus
- Derolus girardi
- Derolus glauciapicalis
- Derolus globulartus
- Derolus griseonotatus
- Derolus gyllenhalii
- Derolus hoelzeli
- Derolus iranensis
- Derolus ivorensis
- Derolus kraatzi
- Derolus lepautei
- Derolus martini
- Derolus mauritanicus
- Derolus nigritulus
- Derolus ornatus
- Derolus pakistanus
- Derolus paradilatatus
- Derolus perroudi
- Derolus pexus
- Derolus pseudaureus
- Derolus ptycholaemoides
- Derolus punctipennis
- Derolus ruandae
- Derolus rufimembris
- Derolus somaliensis
- Derolus spurius
- Derolus subaureus
- Derolus sulcatus
- Derolus thesigeri
- Derolus togoensis
- Derolus trifulvofasciatus
- Derolus vagevittatus
- Derolus vastus
- Derolus volvulus
- Derolus xyliae